# 女性 (南沙織の曲)
『女性』（じょせい）は、南沙織通算14枚目のシングル。1974年12月21日発売。発売元はCBS・ソニー。

## 解説
1974年はオリジナルのシングルを定期的に4枚リリースしており、歌手として精力的に活動した年であったが、その締めくくりとなったナンバー。
リリース時期が年末年始と重なっていたため、年明けに着物姿で本楽曲を歌ったことがあったが、その番組に一緒に出演していた山口百恵がその姿を観て「いつかは自分も着物を着るんだ」と語っていた、というエピソードをデビュー30周年記念メモリアル特別企画CD-BOX『CYNTHIA ANTHOLOGY』（2000.6.7）の解説本内で音楽プロデューサー・酒井政利が語っている。

## 収録曲
両楽曲とも、作詞: 有馬三恵子、作曲: 筒美京平
1. 女性（3:03）
  - 編曲: 高田弘
2. 人のあいだ（3:08）
  - 編曲: 筒美京平

## 収録作品（LP・CD）
- 女性

南沙織デラックス
南沙織ヒット全曲集 -1975年版-
Best of Best 南沙織のすべて
シンシアのハーモニー
シンシア・ラブ
THE BEST / 南沙織 -1978年11月版-
THE BEST / 南沙織 -1979年11月版-
南沙織ベスト Recall 〜28 SINGLES SAORI + 1〜
Cynthia Memories
GOLDEN J-POP/THE BEST 南沙織
CYNTHIA ANTHOLOGY
GOLDEN☆BEST 南沙織 筒美京平を歌う
ドーナツ盤型12cmCDコレクション
Cynthia Premium
南沙織 スーパー・ベスト
南沙織 BEST OF BEST
GOLDEN☆BEST 南沙織 コンプリート・シングルコレクション
ゴールデン☆アイドル 南沙織
CYNTHIA ALIVE
- 女性 (ノンストップmix Ver.)

TSU-TSU MIX 南沙織
- 女性 -Live #1-

Good-bye Cynthia
Cynthia Memories
CYNTHIA ANTHOLOGY
- 人のあいだ

Cynthia Memories
GOLDEN J-POP/THE BEST 南沙織
CYNTHIA ANTHOLOGY
GOLDEN☆BEST 南沙織 筒美京平を歌う
ドーナツ盤型12cmCDコレクション
Cynthia Premium
ゴールデン☆アイドル 南沙織

## カバー
- 岩崎宏美（2019年、アルバム『Dear Friends VIII 筒美京平トリビュート』に収録）